# Ivan Popov
Ivan Popov (russisk: Иван Александрович Попов) (født 9. april 1960, død 3. september 2013) var en russisk filminstruktør og manuskriptforfatter.

## Filmografi
- Kotjonok (Котёнок, 1996)[1][2]